# Macromia tillyardi
Macromia tillyardi är en trollsländeart som beskrevs av Martin 1907. Macromia tillyardi ingår i släktet Macromia och familjen skimmertrollsländor. Inga underarter finns listade i Catalogue of Life.